# 瑙鲁日占时期
瑙鲁日占时期是指1942年8月26日—1945年9月13日瑙鲁被日军占领的时期，瑙鲁在被日本占领前是澳大利亚的托管地。第二次世界大战爆发后，日军大本營愈发重视位于日本南海属地侧翼的诸多岛屿，這使得瑙魯後來被日本佔領。
日方想要开发瑙鲁岛上的磷酸盐资源，并在当地建立军事防区。后来，日方无法重启磷酸盐开采作业，但确实将瑙鲁改造成了一座坚固的要塞；美军在太平洋战争期间决定绕过瑙鲁岛，不进行登陆作战。日方在岛上修筑的最重要基础设施是一座机场，盟军后来曾对其反复进行空袭。
战争对瑙鲁当地人口造成了深重影响。日方把大部分瑙鲁本地人口都驱逐到了数百英里之外的特鲁克群岛（今密克罗尼西亚联邦丘克州），这些人在当地的死亡率非常高。瑙鲁在被日军占领期间人口过多，都是军队和拉过来的劳工，例如來自中国的劳工。因此出现了食物短缺问题，盟军实施跳島戰術后，瑙鲁与外界的联系被切断，粮食问题变得更加严重。
尽管瑙鲁守军已基本被掌握制空和制海权的盟军困死，但他们还是在日本投降的11天之后才放下武器。